# De Koutermolen
De Koutermolen is een voormalige korenmolen aan de Molenstraat in Hoedekenskerke in de Nederlandse gemeente Borsele. Het is een ronde stenen grondzeiler die in 1874 is gebouwd. In de molen werd tot in 1964 beroepsmatig gemalen, daarna raakte de molen in verval en deels onttakeld om als recreatiewoning te kunnen dienen. Een latere Duitse eigenaar heeft de molen flink gerestaureerd. Toen het beheren van de molen hem te zwaar viel is de molen in 2007 overgedaan aan de lokale "Stichting De Koutermolen Hoedekenskerke". Deze stichting verwierf in 2018 provinciale subsidie omdat andermaal een grondige restauratie nodig bleek.
De molen heeft een vlucht van 23,80 meter en de kap is gedekt met dakleer. De molen is maalvaardig.